# Agriades pyrenaica
Agriades pyrenaica är en fjärilsart som beskrevs av Jean Baptiste Boisduval 1840. Agriades pyrenaica ingår i släktet Agriades och familjen juvelvingar. Inga underarter finns listade i Catalogue of Life.